# Íosz
Íosz vagy Niosz (görög írással Ίος helyi: Νιός) sziget az Égei-tengerben, Görögország területén. A Kükládok szigetcsoport tagja.
A sziget hegyén, az Agiosz Iliász hegyen található Homérosz sírja.
Íosz főleg a hátizsákos, fiatal turisták által kedvelt hely.
A főváros, Chóra (vagy Íosz) mintegy 1 km-rel beljebb húzódik a sziget belsejében.

## Települések
| település     | görög név    | 1920  | 1928  | 1940 | 1951 | 1961  | 1971 | 1981 | 1991 | 2001 | 2011 |
| ------------- | ------------ | ----- | ----- | ---- | ---- | ----- | ---- | ---- | ---- | ---- | ---- |
| Ios (Chora)   | Ίος          | 2053  | 1472  | 2041 | 1753 | 1343² | 1270 | 1362 | 1234 | 1632 | 1754 |
| Agia Theodoti | Αγία Θεοδότη |       |       |      |      |       | -    | 05   | 078  | 08   | 012  |
| Epano Kambos  | Επάνω Κάμπος |       |       |      |      |       | -    | -    | 042  | 038  | 057  |
| Koumbara      | Κουμπάρα     |       |       |      |      |       |      |      |      | 013  | 016  |
| Manganari     | Μαγγανάρι    |       |       |      |      |       | -    | 04   | 0117 | 043  | 029  |
| Bouris        | Μπούρης      |       |       |      |      |       |      |      |      | 01   | 031  |
| Milopotas     | Μυλοπότας    |       |       |      |      |       | -    | 071  | 0107 | 075  |      |
| Psathi        | Ψάθη         |       | 075   |      |      |       | -    | 071  | 076  | 028  | 05   |
| Összesen      | Összesen     | 2154¹ | 1797¹ | 2041 | 1753 | 1343  | 1270 | 1451 | 1654 | 1838 | 2024 |

## Galéria

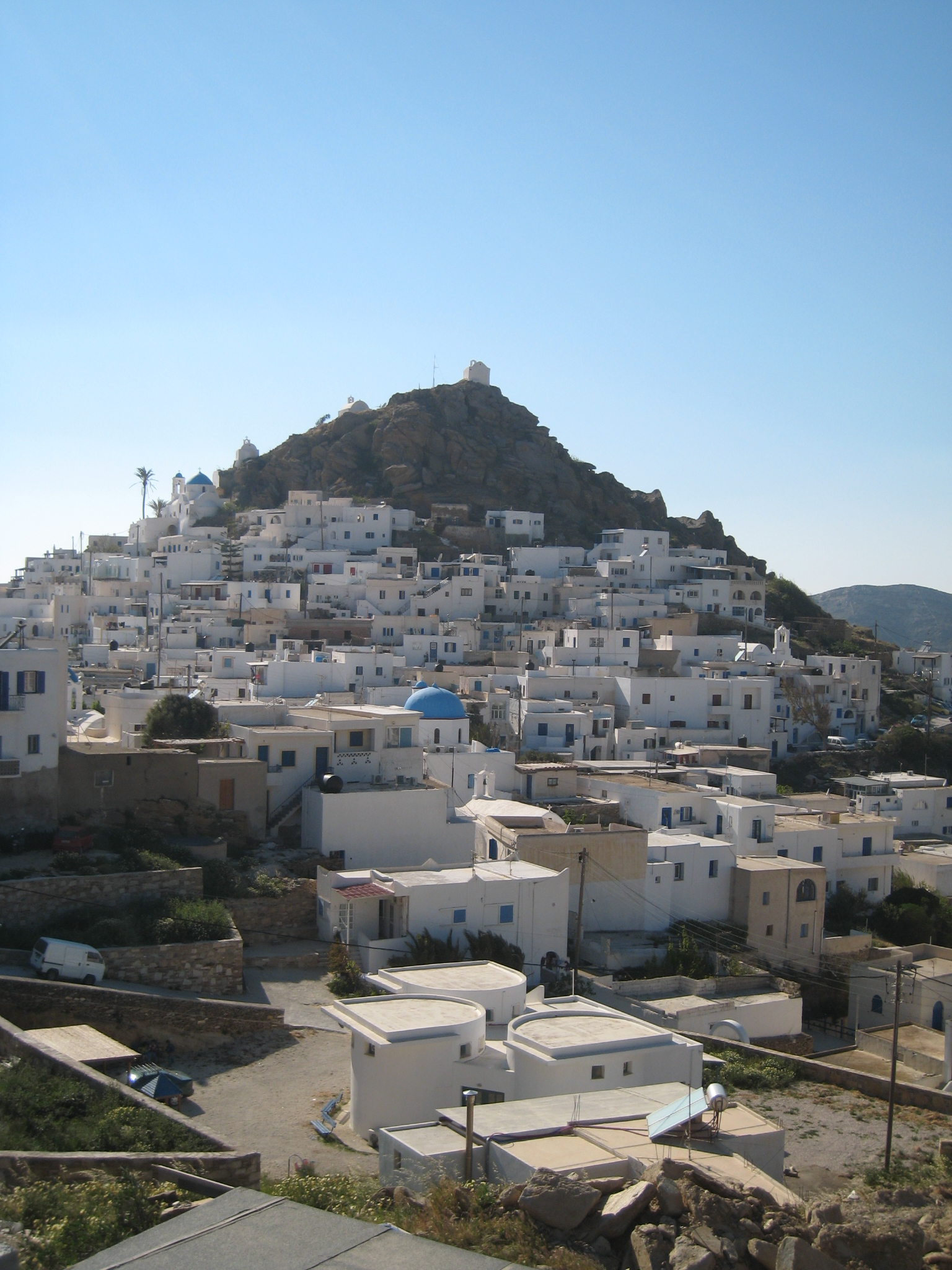
Chora
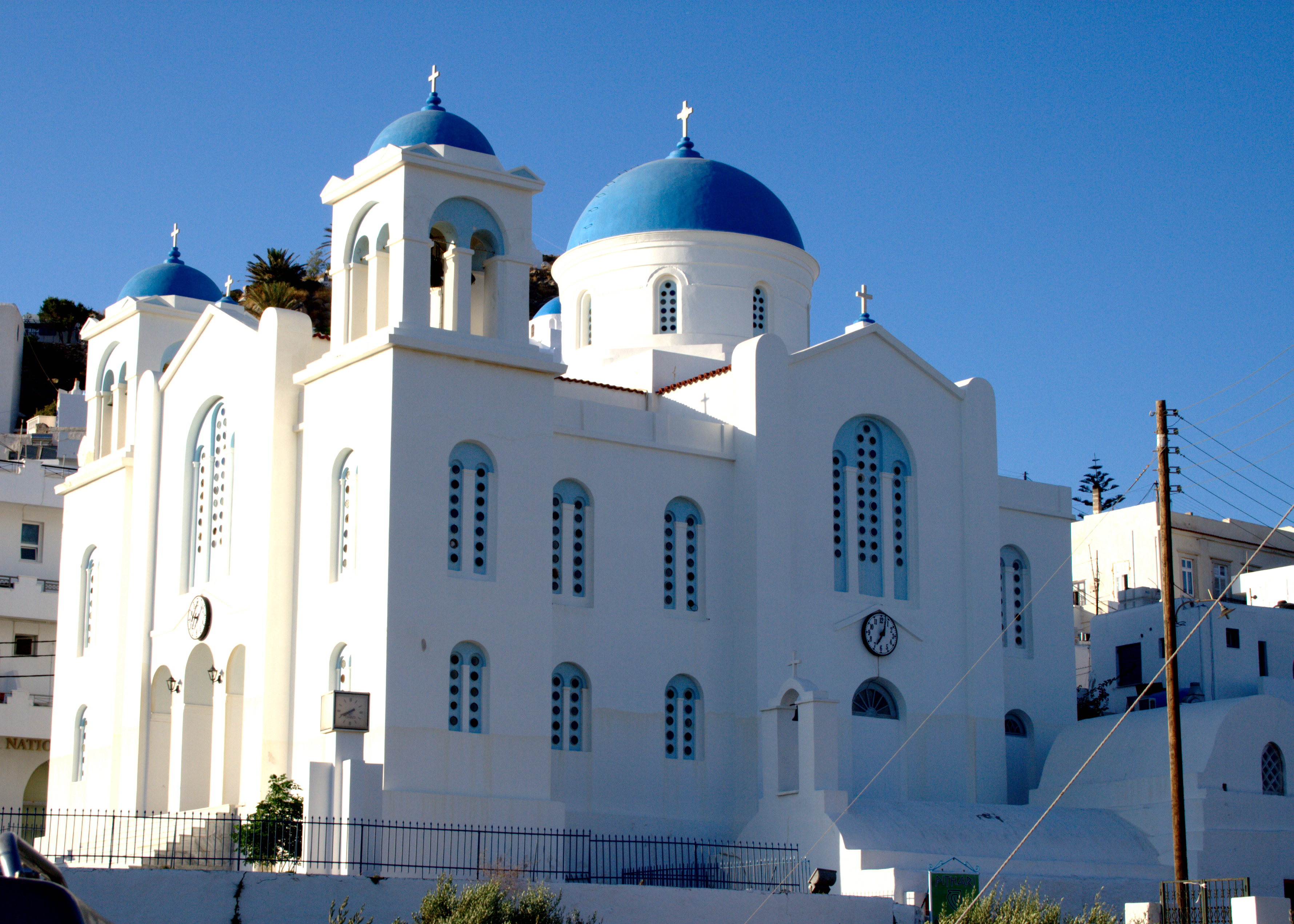
Chora temploma
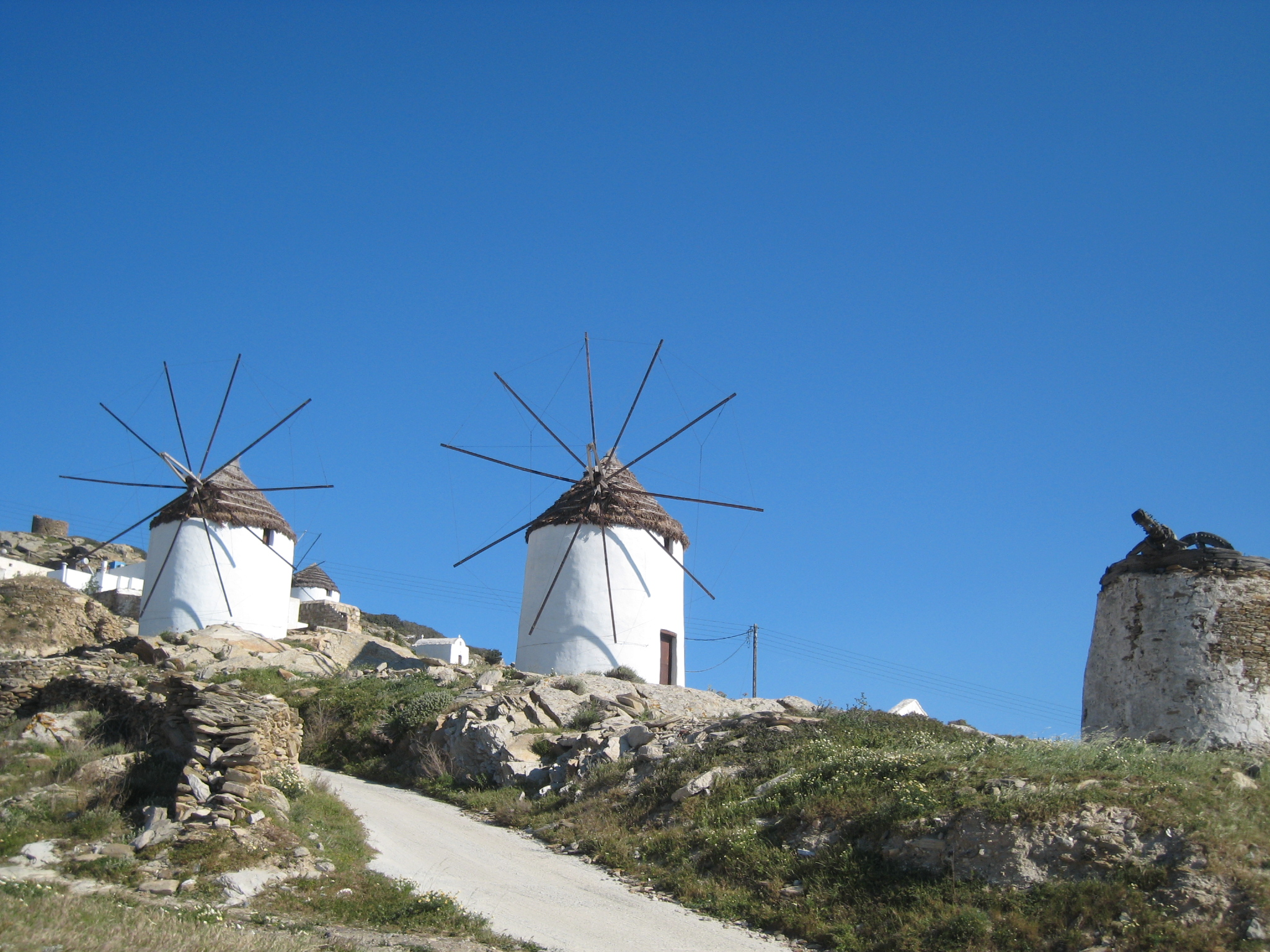
Szélmalmok
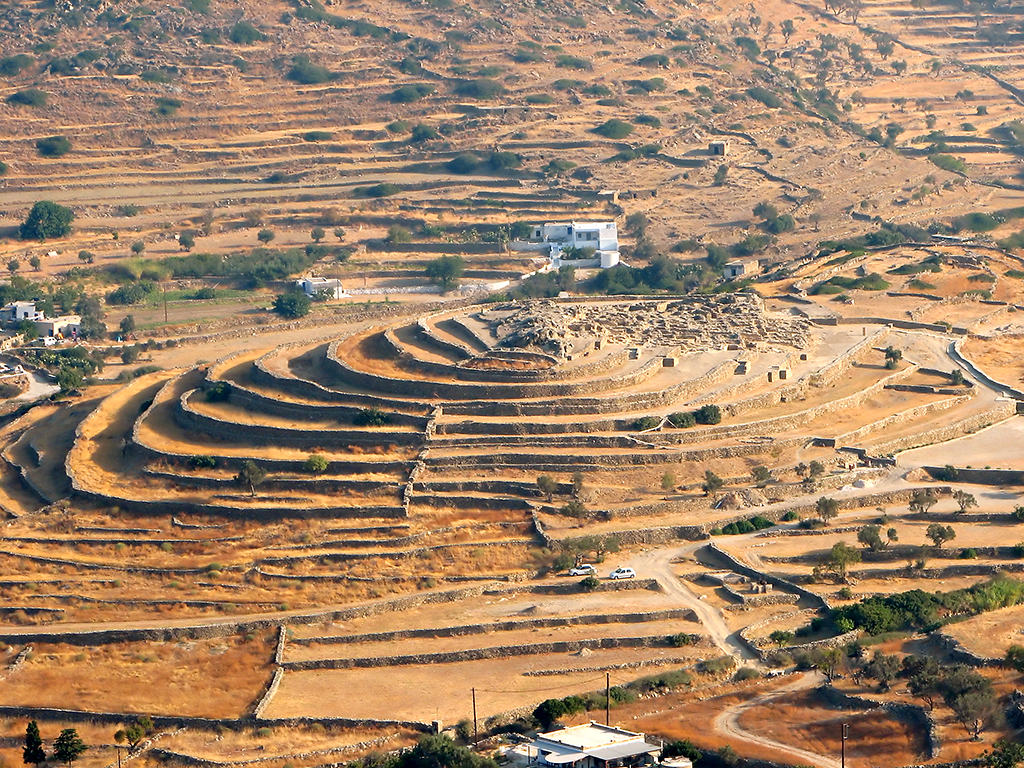
Egy prehisztorikus rommező, Sarkosz
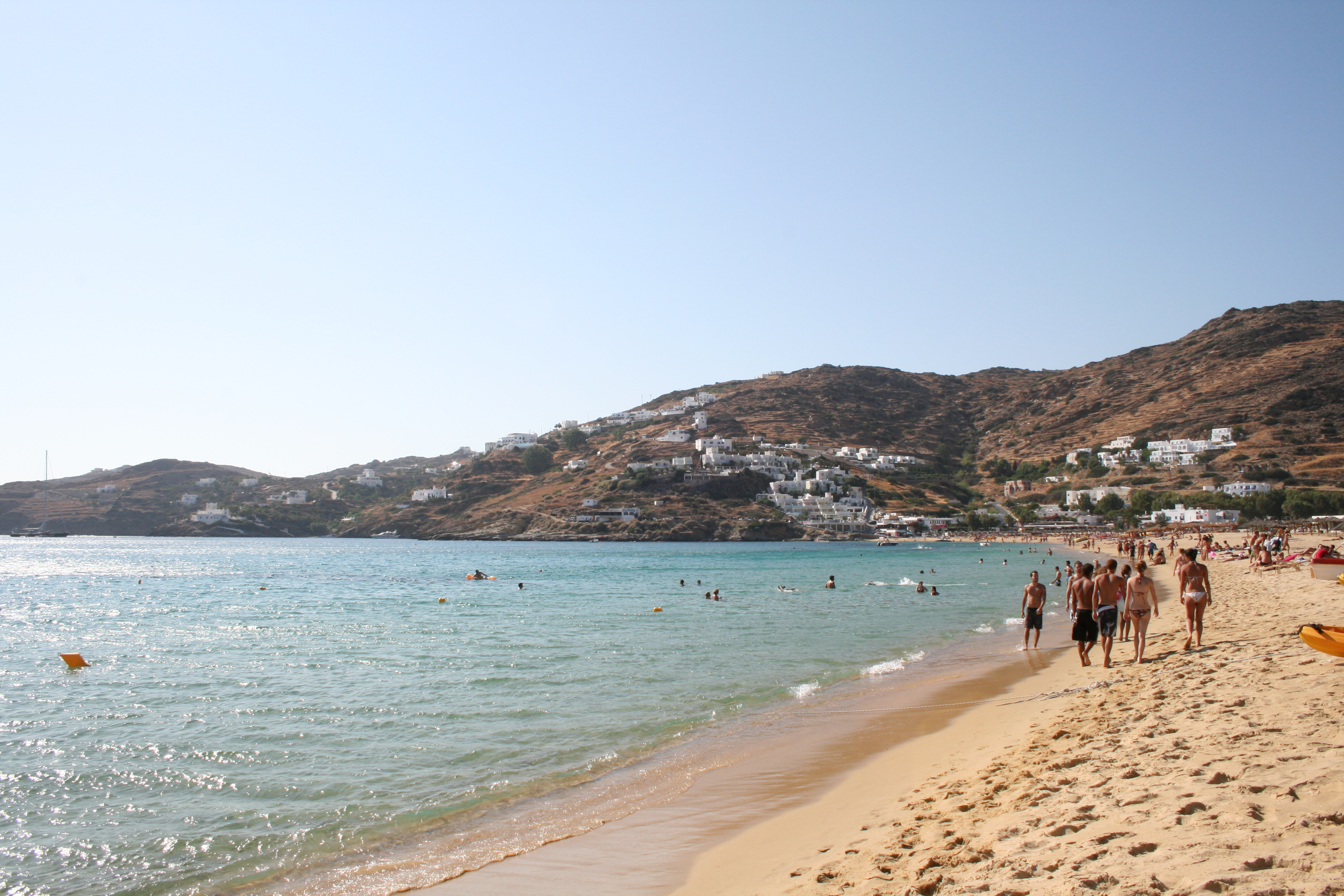
Milopotasz

## Fordítás
Ez a szócikk részben vagy egészben  az   Ios című német Wikipédia-szócikk fordításán alapul.  Az eredeti cikk szerkesztőit annak laptörténete sorolja fel. Ez a jelzés csupán a megfogalmazás eredetét és a szerzői jogokat jelzi, nem szolgál a cikkben szereplő információk forrásmegjelöléseként.